# Euxoa extranea
Euxoa extranea là một loài bướm đêm trong họ Noctuidae.